# 溜池Now
『溜池Now』（ためいけナウ）は、株式会社USENが運営する無料動画配信サービスGyaOにて2006年3月20日から2008年11月24日まで配信されていた情報番組。
当初は、『増田ジゴロウ MZ-4946』という番組名で、神奈川県のテレビ局、tvk「saku saku」マスコットキャラクターであった増田ジゴロウを前面に出した単発番組だった。番組の好評を受けて、増田ジゴロウの相方に中川翔子を起用してレギュラー情報番組として定着した。
第29回までのタイトルは、『溜池Now』。USEN本社の移転に伴い、第30回から『溜池Nowはミッドタウンにお引っ越ししました』に変更になった。
第38回に増田ジゴロウの降板が発表され、第41回より2代目MCの早乙女おろちが登場した。
2008年11月24日配信の第71回をもって番組は終了、全ての回の配信は2009年1月1日午前0時に終了した。

## 番組概要
アニメ・ゲームを中心とした、いわゆる「オタクカルチャー」に関するテーマを紹介する。
番組内容は隔週月曜日に更新。
番組開始当初は、とあるビルの屋上を増田ジゴロウが乗っ取って、無断で電波ジャック、自主放送をしている放送局という設定だった。
第13回から番組内容をリニューアル。オープニングCGが新たに登場。
第37回から増田ジゴロウの降板の影響により番組タイトルロゴ、オープニングCGおよびスタッフロールを再度リニューアル。
GyaOバラエティ大賞2007 最多月間No.1賞となり出演者を代表して中川翔子が表彰される。尚、当時の出演者だった早乙女おろちは第53回でこの事実を知り激怒した。
最終回である第71回オープニングで、「溜池Now第1部最終章」とテロップで紹介されたが、第2部（番組内では「セーラームーンR」をもじって「溜池Now R」と表現された）以降の製作は未定。

## 出演者

### 溜池会
- 中川翔子（会員No.001）

第2回よりコスプレ衣装で登場している。
愛称しょこたん（オープニングのテロップではこちらを標記）
増田ジゴロウの好みを配慮してペパーが選んだキャスターという設定だった。暴走気味で増田ジゴロウでさえ止められなくなることがあった。
- 早乙女おろち（第41回 - ）（会員No.002）

増田ジゴロウに代わる新キャラ。オス猫のキャラクター。ほぼ全身が桃色で、耳穴、鼻のまわり、上唇、口腔、前足の中央の肉球が白い。黄色い作業用ヘルメット（保護帽）から 目、耳、4本の黒い触角が出ている。ひげは生えていない。目は半開きで、瞳が下を向いていてうつろである。首に黄色い襟をつけ、その襟口の黄色い紐に、水色のネクタイがつるされている。ネクタイの結び目には白い足形、中央に青い足形のフェルトが貼られている。
第42回のオープニングトークで２億通の視聴者の投稿により名前が「早乙女おろち」に決められた。
キャラクターデザインはシャシャミン
声はバカリズム（升野英知）が務める。ただし、ボイスチェンジャー（変声機）を使っている。第44回から「声（早乙女おろち）バカリズム」のクレジットがでている。
2007年8月24日生まれ。お気に入りは、藤子不二雄、古畑任三郎、マリオブラザーズ。
第64,65回は不参加。しょこたんは番組中で「（廃ホテル探索という企画が）怖すぎて、おろちが来ていない」と紹介。
- 溜池ファミリー（不定期出演）
  - 松嶋初音（会員No.003）
  - 東方力丸（会員No.004）
  - 山田五郎（会員No.005）
  - 楳図かずお（会員No.006）
  - 岡田斗司夫（会員No.007）
  - 島田秀平（会員No.008）
  - 渡部潤一（会員No.009）
  - 小沢一敬（会員No.010）
  - 愛川ゆず季（会員No.011）
  - 京本有加（会員No.012）
  - 木村圭太（さくらんぼブービー）（会員No.013）
  - 中澤優子（会員No.014）
  - 喜屋武ちあき（会員No.015）
  - 乾曜子（会員No.016）

### 過去の出演者
- バカリズム（升野英知）（第38回 - 第41回）

第38回において、降板した増田ジゴロウと入れ替わりの形で登場。
初登場の際（第38回）に、増田ジゴロウの声で登場したことで、第37回放送分まで増田ジゴロウの声優として番組最後にクレジットされていた「溜子F溜雄」がバカリズムであったことを示唆している。
正式な出演では無いが、第66回ではカメラに見切れる形で登場。第67回では早乙女おろちの声のまま、おろちのぬいぐるみを抱えて、中川翔子、山田五郎と一緒に食事をしていた。
- 増田ジゴロウ（ - 第36回）

この番組のプロデューサーという設定だった。あまりやる気はないらしくオープニングでは毎回だるいとぼやいていた。
第5回放送分まではセリフがふきだしで表示されていた。しゃべるのが面倒くさかったかららしい。
愛称ジゴP、ジゴロウさん。
ジゴロウの声優として番組最後に「溜子F溜雄」とクレジットされていた。
番組内のアニメ「増田ジゴロウ the スペースドリフター」の登場人物としても活躍。アニメでの声優は龍田直樹。
第37回でスタッフロールから増田ジゴロウの声優のクレジットが消え、第38回で「ジゴロウPは永い旅に出ました」というナレーションにより突然の降板が発表された。
- ペパー（ - 第12回）

ジゴロウの部下。あまり目立たないが、結構裏ではいろいろやっていたようだ。
ジゴロウと同じく、第5回放送分まではセリフがフキダシで表示されていた。
ジゴロウが喋ってからパペットとしては登場しなくなったが、番組内のアニメ「増田ジゴロウ the スペースドリフター」の登場人物としてしばらく番組内に登場していた。アニメでの声優は高戸靖広。
DVD vol.1では喋っていない回を高戸靖広によって声があてられている。
- N.P.03（ - 第12回）

ジゴロウに突っ込みをいれる機械。そのため毎回クビにする、電源抜くなどと言われていた。登場はオープニングのみだったがエンディングで告知を担当していた。第13回放送分の番組リニューアルとともに登場しなくなった。
声は初期のナレーターでもある吉水孝宏が担当していた。
- アサノ（第4回 - 第15回）

番組内のアニメ「増田ジゴロウ the スペースドリフター」の登場人物だったが、第13回から開始された「おもいっきり俺電話」に出演。「おもいっきり-」ではジゴロウ同様にパペットであった。アニメ時、および「おもいっきり電話」では両方とも声優は前田沙耶香が務めた。

### ナレーター
- 鈴木麻里子

溜池Now開始当初からの番組メインナレーター。
初期の頃はしょこたんカウントダウンなどラジオMC風であったが、番組が色々な企画に挑戦するようになり、それに応じて声質も色々なバリエーションが生まれている。中でも怪談企画もののナレーションは秀逸である。
- 吉水孝宏（ - 第36回）

溜池Now前期にダブルキャストでナレーター担当。
オープニングやタイトルコールなど比較的短めでインパクトのある部分のナレーションを主に担当していた。
- 寺本勲

「料理の鉄人28号」、「第1回溜池天下一武道会」のナレーションを担当していた。

## 各回タイトル
| 回数              | サブタイトル | ゲスト | 中川翔子のコスプレ                | 配信日                  |
| ----------------- | --- | --- | --------------------------------- | ----------------------- |
| 第1回             | メガネッ娘しょこたん こち亀・両さんの誕生日 ／癒しコスプレスポット ／猫ランキング ／特集：漫読家 東方力丸                            | 東方力丸 | 女子アナ                          | 2006/3/20               |
| 第2回             | FFXユウナしょこたん FFXII発売 ／まずいジュースランキング ／ダメージポーションランキング ／特集：ツンデレ                             | 寺尾幸紘（アキバ王） | FFXユウナ                         | 2006/4/3                |
| 第3回             | 綾波レイしょこたん エヴァ10周年 ／ライトノベルが今熱い ／特集：聖地巡礼                                                              | 寺尾幸紘 | 惣流・アスカ・ラングレー 綾波レイ | 2006/4/17               |
| 第4回             | 楳図かずお先生vsしょこたん 楳図マンガキャラクターランキング ／スペースドリフターズ#1 ／特集：楳図かずお                              | 楳図かずお | 楳図かずお                        | 2006/5/1                |
| 第5回             | ゴスロリしょこたん アイドル声優 ／スペースドリフターズ#2 ／特集：熱狂的声優ファン                                                    | 寺尾幸紘 | ゴスロリ                          | 2006/5/15               |
| 第6回             | 孫悟空しょこたん 謎のプロレス団体が巷で大ブレイク ／ドラゴンボール名言ランキング ／スペースドリフターズ#3 ／特集：ますだまつり       | | 孫悟空                            | 2006/5/29               |
| 第7回             | セーラームーンしょこたん 80年代アイドルランキング ／スペースドリフターズ#4 ／特集：AKB48                                             | | セーラームーン                    | 2006/6/12               |
| 第8回             | イモジャーしょこたん ポータブルゲームランキング ／スペースドリフターズ#5 ／特集：音ゲーマニア                                        | | 体操着（ジャージ）                | 2006/6/26               |
| 第9回             | ダースベイダーしょこたん 中川翔子歌手デビュー ／エイリアンランキング ／特集：矢追純一                                                | 矢追純一 | ダース・ベイダー ピンク・レディー | 2006/7/10               |
| 第10回            | 香港スペシャル vol.1"ブルース・リー"                                                                                                 | 黄耀強（ブルース・リークラブ会長） スティーブン・アウ（香港の俳優） | ブルース・リー                    | 2006/7/24               |
| 第11回            | 香港スペシャル vol.2"コスプレ" 香港のアキバ系事情 ／コスプレお買い得ランキング                                                       | 阿幽（ア・ヤウ）（香港コスプレイヤー） 小琪（シィウ・ケイ）（ 〃 ） | ブルース・リー                    | 2006/8/7                |
| 第12回            | 香港スペシャル vol.3"しょこたんの香港ガイド" ／スペースドリフターズ最終回                                                            | 方美連（香港の占い師） | ブルース・リー                    | 2006/8/21               |
| 第13回            | しょこたんの心霊バスツアー 前半 ／携帯ストラップ版おばけ探知機「ばけたんストラップ」 ／ジゴもんたのおもいっきり俺電話 #1             | 西塔恵（霊能者） 阿藤快 | 鬼太郎                            | 2006/9/4                |
| 第14回            | しょこたんの心霊バスツアー 後半 ／おばけランキング ／ジゴもんたのおもいっきり俺電話 #2                                               | 西塔恵（霊能者） 阿藤快 | 鬼太郎                            | 2006/9/18               |
| 第15回            | スケバン刑事しょこたん スケバン刑事復活でオフィシャルグッズ発売 ／ジゴもんたのおもいっきり俺電話 #3 ／特集：スケバンは絶滅したのか？ | 阿藤快 | 麻宮サキ                          | 2006/10/2               |
| 第16回            | 料理の鉄人28号 vol.1 料理関連の商品がぞくぞく発売 ／マンガに出てくる食べ物ランキング                                                 | 杉村啓（料理マンガ研究家） 印杰（インケツ）（「花様年華」総料理長） 小川沙織 東方力丸 | おしゃれ割烹着                    | 2006/10/16              |
| 第17回            | メーテルしょこたん 各地で鉄道イベント開催 ／特集：どっちの鉄ちゃんショー                                                             | 南田裕介 | メーテル                          | 2006/10/30              |
| 第18回            | マリオしょこたん 次世代ゲーム機「Wii」発売 ／特集：懐かしのファミコンゲーム                                                          | ゲイムマン | マリオ                            | 2006/11/13              |
| 第19回            | 溜池天下一武道会 vol.1 ／ジャンプアルティメットスターズ発売                                                                          | 岡田斗司夫 柳田理科雄 ケンドーコバヤシ 高橋智隆 藤山哲人（サブカルライター/プログラマ） 寺尾幸紘 | セーラームーン                    | 2006/11/27              |
| 第20回            | 溜池天下一武道会 vol.2 | 岡田斗司夫 柳田理科雄 ケンドーコバヤシ 高橋智隆 藤山哲人（サブカルライター/プログラマ） 寺尾幸紘 | セーラームーン                    | 2006/12/11              |
| 第21回            | 料理の鉄人28号 vol.2 | 杉村啓 印杰（インケツ） 中村哲郎 東方力丸 伊藤博樹 | コックさん                        | 2006/12/25              |
| 第22回            | 世界一受けたいホルモン授業 | 風見しんご | ウシ                              | 2007/1/8                |
| 第23回            | アニソン 溜池ベスト10 前半 | 日下三蔵 内田順子 串田アキラ | クリィミーマミ                    | 2007/1/22               |
| 第24回            | アニソン 溜池ベスト10 後半 | 日下三蔵 内田順子 串田アキラ | クリィミーマミ                    | 2007/2/5                |
| 第25回            | 野沢雅子特集 前半 | 野沢雅子 | 孫悟空                            | 2007/2/19               |
| 第26回            | 野沢雅子特集 後半 | 野沢雅子 | 孫悟空                            | 2007/3/5                |
| 第27回            | 溜池なんでも鑑定団 前半 | コージー冨田 | 鑑定士                            | 2007/3/19               |
| 第28回            | 溜池なんでも鑑定団 後半 | | 鑑定士                            | 2007/4/2                |
| 第29回            | ミッドタウン潜入！ | 宇野康秀 | ★                                 | 2007/4/16               |
| 第30回            | 第2回溜池天下一武道会 vol.1 | アントニオ小猪木 高須基一朗（元『格闘伝説』編集長） 高崎計三（格闘ライター） 朝倉一善（剣豪ジャーナリスト） 岩橋健一郎（不良少年評論家） ケンドーコバヤシ | ブルース・リー                    | 2007/4/30               |
| 第31回            | 第2回溜池天下一武道会 vol.2 | アントニオ小猪木 高須基一朗（元『格闘伝説』編集長） 高崎計三（格闘ライター） 朝倉一善（剣豪ジャーナリスト） 岩橋健一郎（不良少年評論家） ケンドーコバヤシ | ブルース・リー                    | 2007/5/14               |
| 第32回            | 第2回溜池天下一武道会 vol.3 | アントニオ小猪木 高須基一朗（元『格闘伝説』編集長） 高崎計三（格闘ライター） 朝倉一善（剣豪ジャーナリスト） 岩橋健一郎（不良少年評論家） ケンドーコバヤシ | ブルース・リー                    | 2007/5/28               |
| 第33回            | 戦隊ヒーロー特集 | 大葉健二 飯塚昭三 | 溜池戦隊溜レッド                  | 2007/6/11               |
| 第34回            | 第3回溜池天下一武道会 vol.1 | 松村邦洋 宮崎哲弥 えびはら武司 中町綾子（日本大学芸術学部准教授） 竹岡広信 川口雅昭（吉田松陰研究家） 服部弘一郎（映画研究家） ケンドーコバヤシ | 春巻龍                            | 2007/6/25               |
| 第35回            | 第3回溜池天下一武道会 vol.2 | 松村邦洋 宮崎哲弥 えびはら武司 中町綾子（日本大学芸術学部准教授） 竹岡広信 川口雅昭（吉田松陰研究家） 服部弘一郎（映画研究家） ケンドーコバヤシ | 春巻龍                            | 2007/7/9                |
| 第36回            | 第3回溜池天下一武道会 vol.3 | 松村邦洋 宮崎哲弥 えびはら武司 中町綾子（日本大学芸術学部准教授） 竹岡広信 川口雅昭（吉田松陰研究家） 服部弘一郎（映画研究家） ケンドーコバヤシ | 春巻龍                            | 2007/7/23               |
| 第37回            | 世界一受けたい!!「ジョジョの奇妙な…」授業                                                                                            | 荒木飛呂彦 | 空条承太郎                        | 2007/8/6                |
| 第38回            | 溜池ジョルトラクイズ | 小沢一敬 しずちゃん 喜屋武ちあき | 空条承太郎                        | 2007/8/20               |
| 第39回            | すべらない怪談話 vol.1 | 東雅夫 西塔恵 つまみ枝豆 中山市朗 島田秀平 一龍斎貞友 | ぼたん                            | 2007/9/3                |
| 第40回            | すべらない怪談話 vol.2 | 東雅夫 西塔恵 つまみ枝豆 中山市朗 島田秀平 一龍斎貞友 | ぼたん                            | 2007/9/17               |
| 第41回            | すべらない怪談話 vol.3 | 東雅夫 西塔恵 つまみ枝豆 中山市朗 島田秀平 一龍斎貞友 | ぼたん                            | 2007/10/1               |
| 第42回            | 福本伸行特集 前半 | 福本伸行 品川祐 内山信二 蛭子能収 馬場裕一 | カイジ                            | 2007/10/15              |
| 第43回            | 福本伸行特集 後半 | 福本伸行 品川祐 内山信二 蛭子能収 馬場裕一 | カイジ                            | 2007/10/29              |
| 第44回            | 溜池ヲタ食わず嫌い王決定戦 vol.1 | 土田晃之 | ★                                 | 2007/11/12              |
| 第45回            | 溜池ヲタ食わず嫌い王決定戦 vol.2 | 松嶋初音 | ★                                 | 2007/11/26              |
| 第46回            | 第1回都市伝説サミット「アニメ編」前半                                                                                                | 岡田斗司夫 山口敏太郎 草野葉一（都市伝説コレクター） 寺尾幸紘 島田秀平 | トイレの花子さん                  | 2007/12/10              |
| 第47回            | 第1回都市伝説サミット「アニメ編」後半                                                                                                | 岡田斗司夫 山口敏太郎 草野葉一（都市伝説コレクター） 寺尾幸紘 島田秀平 | トイレの花子さん                  | 2007/12/24              |
| 特別編            | 表彰企画「中川翔子」 | | ★                                 | 2007/12/27 （配信終了） |
| 第48回            | 2008 朝まで生占い 前半 | 小笠原まさや 星ひとみ ゲッターズ飯田 Love Me Do | 着物                              | 2008/1/7                |
| 第49回            | 2008 朝まで生占い 後半 | 小笠原まさや 星ひとみ ゲッターズ飯田 Love Me Do | 着物                              | 2008/1/21               |
| 第50回            | マニアックサークル勧誘会 | なぎら健壱 松嶋初音 内山信二 寺尾幸紘 | 高校の制服                        | 2008/2/4                |
| 第51回            | 溜池ヲタ食わず嫌い王決定戦 vol.3 | 小沢一敬 乾曜子 喜屋武ちあき 京本有加 | ★                                 | 2008/2/18               |
| 第52回            | 溜池ヲタ食わず嫌い王決定戦 vol.4 | なぎら健壱 板倉俊之 | ★                                 | 2008/3/2                |
| 第53回            | 丸2年だよ!溜池NOW NOW NIGHT | | ★                                 | 2008/3/17               |
| 第54回            | ヲタクの歩き方「中野ブロードウェイ編」前半                                                                                           | 山田五郎 | ★                                 | 2008/3/31               |
| 第55回            | ヲタクの歩き方「中野ブロードウェイ編」後半                                                                                           | 山田五郎 | ★                                 | 2008/4/14               |
| 第56回            | 第2回都市伝説サミット「社会タブー編」前半                                                                                            | 岡田斗司夫 テレンス・リー 島田秀平 上野友行（ゴシップライター） 草野葉一 | 貞子                              | 2008/4/28               |
| 第57回            | 第2回都市伝説サミット「社会タブー編」後半                                                                                            | 岡田斗司夫 テレンス・リー 島田秀平 上野友行（ゴシップライター） 草野葉一 | 貞子                              | 2008/5/12 （配信終了）  |
| 第58回            | エイリアン捜査一課 溜池Xファイル 前半                                                                                                | 小沢一敬 渡部潤一 | ★                                 | 2008/5/26               |
| 第59回            | エイリアン捜査一課 溜池Xファイル 後半                                                                                                | 小沢一敬 渡部潤一 | ★                                 | 2008/6/9                |
| 第60回            | スカシカシパンの世界 | 山田五郎 | ★                                 | 2008/6/23               |
| 第61回            | ギザ細かすぎて伝わらない アニメものまね選手権 vol.1                                                                                  | 岡田斗司夫 秋山良人（あきげん） 北野康広 矢野ともゆき、タカギマコト（侍PANG） 二村豊仁（ダムダムおじさん） 長浜之人（キャン×キャン） 前田登（はりけ〜んず） ミルククラウン 青春ダーツ 桜井ちひろ 水口博史 稲垣早希（桜） 与座嘉秋（ホーム・チーム） 井坂尊 若井おさむ 福田恵悟（LLR） 星野卓也 三上晋 玉城泰拙（セブンbyセブン） タボン 360°モンキーズ タイガーこてつ | 博士                              | 2008/7/7                |
| 第62回            | ギザ細かすぎて伝わらない アニメものまね選手権 vol.2                                                                                  | 岡田斗司夫 秋山良人（あきげん） 北野康広 矢野ともゆき、タカギマコト（侍PANG） 二村豊仁（ダムダムおじさん） 長浜之人（キャン×キャン） 前田登（はりけ〜んず） ミルククラウン 青春ダーツ 桜井ちひろ 水口博史 稲垣早希（桜） 与座嘉秋（ホーム・チーム） 井坂尊 若井おさむ 福田恵悟（LLR） 星野卓也 三上晋 玉城泰拙（セブンbyセブン） タボン 360°モンキーズ タイガーこてつ | 博士                              | 2008/7/21               |
| 第63回            | ギザ細かすぎて伝わらない アニメものまね選手権 vol.3                                                                                  | 岡田斗司夫 秋山良人（あきげん） 北野康広 矢野ともゆき、タカギマコト（侍PANG） 二村豊仁（ダムダムおじさん） 長浜之人（キャン×キャン） 前田登（はりけ〜んず） ミルククラウン 青春ダーツ 桜井ちひろ 水口博史 稲垣早希（桜） 与座嘉秋（ホーム・チーム） 井坂尊 若井おさむ 福田恵悟（LLR） 星野卓也 三上晋 玉城泰拙（セブンbyセブン） タボン 360°モンキーズ タイガーこてつ | 博士                              | 2008/8/4                |
| 第64回            | 第3回心霊企画「女だらけの心霊大会」前半                                                                                              | 愛川ゆず季 京本有加 結城瞳（霊能者） | 鬼太郎                            | 2008/8/18               |
| 第65回            | 第3回心霊企画「女だらけの心霊大会」後半                                                                                              | 愛川ゆず季 京本有加 結城瞳（霊能者） | 鬼太郎                            | 2008/9/1                |
| 第66回            | ヲタクの歩き方「西伊豆編」前半 | 山田五郎 | ★                                 | 2008/9/15               |
| 第67回            | ヲタクの歩き方「西伊豆編」後半 | 山田五郎 | ★                                 | 2008/9/29               |
| 第68回            | 溜池×HUNTER試験 前半 | 小沢一敬 木村圭太（さくらんぼブービー） 中澤優子 喜屋武ちあき 乾曜子 | クラピカ                          | 2008/10/13              |
| 第69回            | 溜池×HUNTER試験 後半 | 小沢一敬 木村圭太（さくらんぼブービー） 中澤優子 喜屋武ちあき 乾曜子 | クラピカ                          | 2008/10/27              |
| 第70回            | 忘れられない最終回No.1グランプリ 前半                                                                                                | 眠田直 乾曜子 福井裕佳梨 小沢一敬 喜屋武ちあき（第71回のみ） | ★                                 | 2008/11/10              |
| 第71回 （最終回） | 忘れられない最終回No.1グランプリ 後半                                                                                                | 眠田直 乾曜子 福井裕佳梨 小沢一敬 喜屋武ちあき（第71回のみ） | ★                                 | 2008/11/24              |

- ★はコスプレでなく、通常の衣装（中川の私物含む）。
- 第57回「第2回都市伝説サミット「社会タブー編」後半」は2008年5月16日に削除されたが、理由は明らかにされていない。
- 番組終了に伴い、配信終了していた第1回 - 第36回を2008年12月1日より配信再開したが、特別編と上記第57回については対象外。
- 全ての溜池Nowのバックナンバーは、2009年1月1日午前0時に削除された。

## DVD
現在、vol.2まで発売されている。
ローソンLoppi、GyaOセレクトショップにて、期間限定で限定版と通常版の2種類が発売されていた。
現在は通常版のみ一般販売。

## スタッフ
- 監修：杉本達
- 構成作家：武田郁之輔、遠藤聡晴、池上奈々
- 技術：スウィッシュ・ジャパン
- キャラクターデザイン：シャシャミン
- 美術：川崎光紘（アックス）
- 音効：古川直樹、小平英司（タルス）
- 編集：白田進児（アンサーズ）
- MA：天谷馬直男（アンサーズ）
- AD：上野勇
- ディレクター：清藤誠司
- 演出：松藤豪
- プロデューサー：斉藤隆之、川島典子
- 制作：TIME LINE PICTURES
- 製作著作：USEN